# モビルスーツバリエーション
モビルスーツバリエーション (MOBILE SUIT VARIATION) は、テレビアニメ『機動戦士ガンダム』をベースとして、バンダイのプラモデルや講談社の雑誌・書籍など複数のメディアで展開されたメカニックデザイン企画である。略称は「MSV（エムエスブイ）」。
『ガンダム』に登場する人型機動兵器「モビルスーツ (MS)」の「兵器」としての面を強調し、それらに対する試作型、局地戦対応型、個人専用機などのバリエーションが数多く設定された。一部の機体は『機動戦士Ζガンダム』をはじめとする続編のアニメ作品にも登場し、またそれらの作品の多くにも『MSV』に相当するバリエーション企画が存在する。
本記事では、続編として企画されたMS-X（ペズン計画）についても併せて記述する。

## 概要
『MSV』は文字どおり「モビルスーツのバリエーション」という意味であるが、名称としては基本的に1983-1984年に展開されたプラモデルシリーズ、および関連するメカニックデザイン企画に限定される。『Ζガンダム』関連は『Ζ-MSV』というように、『MSV』以降のMSのバリエーションは各作品ごとに区分されている（後述）。また、『MSV』のあとに発表された一年戦争の外伝作品などに登場するMSのバリエーションも『MSV』には含まれない。
『MSV』は、講談社の書籍『劇場版 機動戦士ガンダム アニメグラフブック』を原点として、雑誌『テレビマガジン』、『コミックボンボン』、ホビージャパンの書籍『HOW TO BUILD GUNDAM 1＆2』、みのり書房の『宇宙翔ける戦士達 GUNDAM CENTURY』などで行われていた「ザクバリエーション」などの展開を基本としている。また、プラモデルシリーズだけの名称という認識も正しくはない。元々、アニメに登場しない知名度の低い機体を販売するためには、雑誌連載や書籍による宣伝活動を欠かすことはできない。そのため、正式には各雑誌における模型や設定の記事と、それをまとめた資料集、そして実際の商品であるプラモデルシリーズを総称したものが、企画名としての『MSV』である。
これにより、アニメに登場する機体に対してのバリエーションや、より掘り下げた機体設定、エースパイロットの設定が追加されたことで「一年戦争」という舞台の世界観が広がり、作品自体にも深みが増すこととなった。この事でガンダムという作品から離れつつあった青年層のファンを再び取り込んだ。また漫画とのタイアップにも成功し、若年層を含む幅広い層の支持を得ることに成功した。さらに、当時商品化された機体以外にもさまざまなデザインや文字設定が起こされた。
『MSV』の成功の結果、のちに制作された「ガンダムシリーズ」の各作品においても多くのMSのバリエーション機が作り出された。また、『MSV』の機体や設定がアニメの続編に採用される事も起きるようになった。さらに、大河原邦男によるメカニックデザインにより、続編である『MS-X』や、『M-MSV』、『MSV-R』が企画され、また、2000年以降の多くのガンダムシリーズゲームでもMSVによる設定・機体・人物が採用されている。
なお、『モビルスーツバリエーション』に対して、アニメに登場するモビルスーツのことを『モビルスーツオリジナル (MOBILE SUIT ORIGINAL: MSO)』と呼び、『MSV』および『MS-X』シリーズと共通するロゴも作られているが、こちらの呼称はほとんど普及していない。

## 経緯

### 『ザクバリエーション』の誕生
「モビルスーツバリエーション」の原点は、「怪獣倶楽部」所属のフリーライターで当時『テレビマガジン』編集長の安井尚志が、『講談社ポケット百科シリーズ15 機動戦士ガンダム』、『テレビ版 機動戦士ガンダム ストーリーブック』、『劇場版 機動戦士ガンダム アニメグラフブック』といった3つの書籍の執筆を氷川竜介に依頼したことに始まる。安井は設定が無ければ新たに作るという思想の持ち主で、ウルトラ超伝説（アンドロメロス）など、ウルトラシリーズの拡張作品のプロデュースを行い、設定を多く作り上げたことで知られている。
氷川竜介は安井の姿勢に従い、幼年向けの書籍『講談社ポケット百科シリーズ15 機動戦士ガンダム』にて、あくまでも怪獣図鑑的な発想でアニメにはない新規の設定（例えばフレキシブルアームやアイアンネイルなど）をいろいろと書き起こした。しかし、例えば「ザクのモノアイのターレット構造」などは設定画が存在しないため新規の設定が困難だった。そこで、比較的高い年齢層に向けた書籍『劇場版 機動戦士ガンダム アニメグラフブック』（1981年5月）を執筆するにあたり、安井を通じて、大河原邦男に新たな設定画を描いて欲しいと打診した。
大河原邦男は、どうせ設定画を描くならば、テレビに登場しないオリジナルのザクのイラストを描きたいと返答をしてきた。そして、『湿地帯用ザク、砲撃戦用ザク（後のザクキャノン）、水中型ザク（後のザク・マリンタイプ）、砂漠戦用ザク（後のザク・デザートタイプ）』の4種類の「ザクバリエーション」がデザインされた。これが制作者側が作った最初のオリジナルモビルスーツだった。
続けて『劇場版 機動戦士ガンダムII アニメグラフブック』（1981年9月）、『劇場版 機動戦士ガンダムIII ストーリーブック』、『テレビ版 機動戦士ガンダム ストーリーブック』2 - 4巻でも新たなザク、さらにはグフとドムの中間機（後のYMS-08A 高機動型試作機）やジオング完成型（後のパーフェクトジオング）のイラストが描かれ、話題を呼んだ。

### 『GUNDAM CENTURY』の発表と『コミックボンボン』の創刊
一方、みのり書房からは『機動戦士ガンダム』をSF的・ミリタリー的な視点から見た初めての資料集、月刊OUT8月号別冊『宇宙翔ける戦士達 GUNDAM CENTURY』（1981年9月）が発売された。本書には、「ミノフスキー粒子」の関連用語や、「ブリティッシュ作戦」「流体内パルスシステム」「AMBACシステム」といった用語、ゲルググとギャンの競合関係、そしてZEONICなどの兵器メーカーなどの裏設定等、後に幾つかはサンライズのオフィシャル設定となる記述が多数見受けられるが、その中に「ザクIIのバリエーション」に関する設定もあった（ザクIIという名称を作ったのも本書である）。なお、この時点で両者は接点は無いものの、前述の「ザクバリエーション」を意識したものではないかとする説もある。また、黒い三連星が搭乗したとされる「高機動型ザクII（MS-06R）」が設定されたことも、後に非常に大きい影響を与えた。
また、ガンプラブームにより、徳間書店の『テレビランド』などをはじめとする各社各誌・各書籍でも模型作例が次々に発表されていたが、中でもホビージャパン社の雑誌「ホビージャパン」では、小田雅弘、高橋昌也、川口克己といった、模型サークル「ストリーム・ベース」に所属する3人のモデラーを中心に人気を博していた。当時、ホビージャパン編集部と講談社は良好な関係にあったため、『HOW TO BUILD GUNDAM』（ホビージャパン・1981年7月）誌上にて「ストリームベース」が大河原の「ザクバリエーション」を模型として立体化、さらには別冊『HOW TO BUILD GUNDAM 2』（1982年5月）でも「黒い三連星仕様ザク06R」「ジム・キャノン」「ゲルググキャノン」などの「ストリームベース」による模型作品が発表された。なお、「モビルスーツバリエーション」という言葉が初めて登場したのは、『HOW TO BUILD GUNDAM』の巻頭カラーページに掲載されたモビルスーツ模型作例群のタイトルである。
その後、氷川竜介が都合により現場を離れるが、安井は代わりに「ストリーム・ベース」の3人と交流を持ち、安井を中心に「クラフト団」が誕生。『テレビマガジン』（講談社）でも模型を発表するようになり、別冊『SFプラモマガジン』が発売されるにいたった。『SFプラモマガジン』1巻では、『GUNDAM CENTURY』で設定された「MS-06R 高機動型ザクII」の画稿が大河原によって書き下ろされ、『GUNDAM CENTURY』の記述を元に小田雅弘が設定を作り、大河原がデザインを起こすという後の「MSV」への基礎ができあがった。
1981年11月、講談社の雑誌『コミックボンボン』が創刊するとこの流れはさらに加速、創刊号から毎号、『SFプラモマガジン』と同じようにテレビに登場しないオリジナルモビルスーツのイラストを大河原が描き下ろし、「ストリーム・ベース」の3人を中心とするモデラーが立体化するという企画が行われた。これは『GUNDAM CENTURY』にて、多数の「ザクIIバリエーション」が設定されていた事も大きく影響していた（ただし、この時点では『機動戦士ガンダム』だけではなく『太陽の牙ダグラム』や『戦闘メカ ザブングル』なども平行して連載されており、この中では『機動戦士ガンダム』の地球連邦と『太陽の牙ダグラム』の地球連邦は同一の組織であるという展開が行われていたり、『無敵ロボ トライダーG7』などもミリタリー調にリデザインされたイラストが描かれたりしているなど、まだ雑誌上の単なる遊びの域を抜けていなかった）。1982年1月には『プラモ狂四郎』の連載が始まり、漫画内にそれまでに培われた「ザクバリエーション」も登場。さらにオリジナルモビルスーツ「パーフェクトガンダム」の登場により、人気はピークに達した。『コミックボンボン』には、ほかにも、『MSV』シリーズ内で設定されたエースパイロットを描いた漫画『エースパイロット列伝』もあり、これは後に漫画『機動戦士ガンダム MS戦記』（1984年11月号 - 1985年2月号に掲載）に発展した。

### MSV誕生前夜
一方、バンダイでは、アニメ『機動戦士ガンダム』の初回放映終了後に発売されたプラモデルシリーズは大好評で、劇中に登場するモビルスーツやモビルアーマーの全種類、主要艦船までも発表しつくしてしまい、プラモデルのラインナップに限界を感じ、新たな企画を模索していた。
例えば、人物をプラモデル化した「キャラクターモデルシリーズ」や劇中の場面を再現したディオラマ「情景模型シリーズ」が発売され、「サイド7」のプラモデル化までが企画された。また、アニメの設定にとらわれないものとしてモビルスーツの内部構造を露出させた「メカニックモデル」なども発売したが、これらは従来のガンプラシリーズからはかけ離れており、主力とはいいがたかった。
そこで、前述の「ザクバリエーション」にバンダイは目をつけたが、まだ当時はアニメに登場しないメカが商売になるとは到底考えられない時代であり、商品化には慎重だった。そこでまずは前段階として、大河原邦男が描いた劇場版ポスターのイラストや小田雅弘の作例を意識し、従来のモビルスーツの成型色をミリタリー調に変更した「リアルタイプシリーズ」を発売、また、「1/100 旧ザク」には講談社発行の書籍『講談社のポケットカード8 機動戦士ガンダム モビルスーツコレクション』にて大河原によって新たに設定された専用マシンガンを付属させた。これらは、アニメに登場しないにもかかわらず人気の商品となった（参照：ガンプラの一覧）。

### 未登場モビルスーツ（試作メカ）
そして新たな企画の一つが、『機動戦士ガンダム』の未使用原稿に原案が記載されており、サンライズ（当時は日本サンライズ）発行の書籍『機動戦士ガンダム記録全集』にて発表されていたアッグ、アッグガイ、ジュアッグ、ゾゴックを「未登場モビルスーツ」シリーズ（「試作メカ」シリーズ、「没メカ」シリーズとも）としてプラモデル化することだった（1982年7月 - 11月）。
誕生の経緯から、これらの機体のプラモデルのパッケージは、アニメ作品に登場していないにもかかわらず、『機動戦士ガンダム』シリーズのそれと同一の構成がなされることになった。このようにアニメに登場しないキャラクターを製品化することは当時としては非常に珍しいことであり、絶対に成功しないと考えられていたため、バンダイにとってこれは大きな賭けだった。マイナーさゆえに、広告やポスターには「機動戦士ガンダム記録全集（日本サンライズ発行）に紹介された未登場モビルスーツです」といった注釈がつけられるなど、宣伝にも工夫が行われた。
当初は待望の新モビルスーツということもあり、没メカは画面に出ないだけでちゃんとジャブロー攻略に用いられたという設定になっており、その為後のMSVの時期に実戦においてパーツを換装した機体（アッグ武装型など）のイラストが描かれ、『テレビマガジン』にはセル画の絵物語でアッグガイ&ジュアッグとガンダムの交戦が描かれ、テレビ未登場機のハンディを埋めるための展開が成された（後のMSV時期に4機チームのトンネル掘削による強襲作戦は行われなかったと設定され、特務モビルスーツという名称がつけられた）。
「未登場モビルスーツ」シリーズは1/144スケールだけではなく1/100スケールも販売され（1/100ジュアッグも発売予定はあったが中止）、十分といっていい成績を残した。『MSV』シリーズの発売を検討していたといわれるバンダイにとって、その前段階的存在と見ることもできる当シリーズの成功は、『MSV』シリーズの販売は商業的に可能という自信を与えた。

### MSVの誕生
以上からアニメに登場しないモビルスーツでも十分に商売が可能と判断されたことと、ガンプラブームにより十分な市場が確立されたこと、そして2年間のガンプラの販売により技術が積み上げられたことなどから判断し、ついにバンダイは1982年秋に「ザクバリエーション」の商品化を発表した。しかし、ザクだけでは商品展開に困ることから新たな名称を検討する必要があり、小田雅弘によって『モビルスーツバリエーション』と名付けられ、合わせて『MSV』のロゴも作られた。これを機に『コミックボンボン』のライバル誌である『テレビランド』で活動していた草刈健一も安井の要請により『コミックボンボン』に参加。1983年初頭に商品化を発表し、バンダイの『模型情報』や講談社の『コミックボンボン』『テレビマガジン』にて設定やデザイン、模型作例を発表する連載が行われた。
なお、この時点でバンダイのグループ再編が行われた。プラモデルを担当していたバンダイ模型は親会社であるバンダイに吸収され、バンダイのホビー事業部となった。

### MSV
プラモデルシリーズ（1983年4月 - 1984年12月）としての名称は商標として『機動戦士ガンダム』の表記が必要なため、プラモデルのパッケージや広告では『機動戦士ガンダム モビルスーツバリエーション』（機動戦士ガンダムMSV、MOBILE SUIT GUNDAM/MOBILE SUIT VARIATION、MOBILE SUIT VARIATION GUNDAM）と表記された。ほかにも、『機動戦士ガンダム』シリーズの作品であることを強調しないと売り上げに支障があること、『戦闘メカ ザブングル』などの他作品のプラモデルを区別する必要があるという理由もあった。いわゆるMSVのロゴも、パッケージでは『機動戦士ガンダム』のロゴと組み合わせたもののみが使用されており、しかもパッケージ側面のみでしか使用されていなかった。なお、第2期以降に発売された1/100スケール以上のパッケージ上面においては「MOBILE SUIT VARIATION」という表記のみが使用されるようになった。
また、当時は「MSバリエーション」という略表記もよく使われ、プラモデルパッケージでも使用されているが、現在ではほとんど使用されなくなった。また、場合によっては「モビルスーツ・バリエーション」や「モビルスーツヴァリエーション」「モビルスーツ・ヴァリエーション」などと表記されたこともあり、後には「M.Sバリエーション」「M.S.V」などと表記された事もあった。これはバンダイが一時期、モビルスーツを「M.S」、モビルアーマーを「M.A」と略すことがあったためである。
プラモデルシリーズとしては、①『機動戦士ガンダム ノーマルタイプ』シリーズ (MOBILE SUIT NORMALTYPE GUNDAM)、②『機動戦士ガンダム リアルタイプ』シリーズ (MOBILE SUIT REALTYPE GUNDAM) に続くシリーズ第三弾とされた。それぞれが「ノーマルタイプガンダムシリーズ」「リアルタイプガンダムシリーズ」と呼ばれるのに合わせて「バリエーションタイプガンダムシリーズ」と表記される事もあった。
関連作品として、コミックボンボンで連載されたプラモデルを題材とした漫画『プラモ狂四郎』があり、『MSV』シリーズと連動して絶大な人気を誇った。作中に登場するプラモデルの制作方法や改造例、また失敗例などのエピソードは実際の製作現場で使われた方法や起こったことを多く取り入れている。さらに同作に登場した「パーフェクトガンダム」「パーフェクトジオング」も商品化された。
このMSVシリーズによってガンプラは初期シリーズのフォーマットから離れたブランドとして確立され、従来シリーズとは一線を画したディテールやパッケージ・価格帯が可能になった。また、それに伴う新技術の投入も行われるようになった。
スタッフ
- プロデューサー：安井尚志
- シリーズ構成・解説：小田雅弘（ストリーム・ベース）
- 設定：小田雅弘（ストリーム・ベース）、大河原邦男
- メカデザイン：大河原邦男、増尾隆幸、開田裕治、小田雅弘
- クリンナップ：大河原邦男、増尾隆幸、小田雅弘（ストリーム・ベース）
- イラスト：大河原邦男、増尾隆幸、開田裕治 ほか
- ボックスアート：石橋謙一、上田信
- シリーズ構成協力：高橋昌也（ストリーム・ベース）、川口克己（ストリーム・ベース）、小澤勝三（オズ・アート・ワーク）

「PF-78-1 パーフェクトガンダム」のみ
- メカデザイン原案：板野一郎
- 漫画版デザイン・クリンナップ：やまと虹一
- 模型用デザイン・クリンナップ：小田雅弘

プラモデルシリーズとしての「MSV」については以下を参照。
『MSV』シリーズにおいて明確なスタッフ表記は存在しないが、具体的に記述すると大体上記のようになる。メカニックデザインは大河原のほか、彼が多忙であったため影武者的に増尾も参加した。当初は小田の指示により大河原のデザインを描き変えたり着色したり（タッチも大河原に似せて）していたが、次第にオリジナル色を出していったという。1984年頃には大河原は本企画から離れており、小田の設定に対して増尾（公国軍MSおよびコアファイターバリエーションのほとんど）や開田（連邦軍MS）が細部のデザインやクリーンアップ（増尾は連邦軍MSのカラーリングの一部も）をおこなったとされる。ただし、どのデザインやカラーリングを誰が担当したかは一部を除いて明確に公表されていない。
シリーズ全体の構成は小田雅弘のほかにストリーム・ベース（当時）の高橋昌也や川口克己なども協力しているが、『プラモデルのインスト』、『コミックボンボン』やバンダイ・ホビー事業部発行の雑誌『模型情報』での連載、およびそれをまとめた『資料集（ムック本）』などにおける設定にかかわる文章は、『ガンダムセンチュリー』由来の設定が数多く採用されたものの、全て小田雅弘自身の手により執筆されており、『MSV』シリーズの文章部分のみ抜き出せば、小田による小説作品という見方もできなくはない。しかし、『MSV』シリーズの展開は長期にわたっていたため、途中で設定が変更されることもままあり、そのために各所に矛盾のある記述も生まれた。更に小田が第一線を退いた後も、『MSV』の続編が生まれ続けており、『MSV』の設定はアニメの設定の矛盾の多くを解消しながら、その後も新たな矛盾を生み出していくこととなった。
プラモデルのボックスアート（箱絵）は「戦闘メカ ザブングル」シリーズを担当していた石橋謙一と、「機動戦士ガンダム」の情景模型シリーズやリアルタイプシリーズなどを手掛けた上田信によって描かれた。森永製菓のチョコスナックとキャラメルで『MSV』の展開が行われた際にも、同社の要望で同様の人選でボックスアートを担当したとされるが、どちらが関わったかは不明。
『MSV』当時に活躍したプロモデラーとしては、徳間書店発行の雑誌『テレビランド』で活動していたところを安井に誘われ『コミックボンボン』にもその場を広げた“ケン兄ちゃん”こと草刈健一（『コミックボンボン』では当初、下田一というペンネーム）が挙げられる。また、“ヒゲの怪人”こと小澤勝三（オズ・アート・ワーク）も『MSV』シリーズの模型製作に多くかかわり、中期以降はメインスタッフとして活躍した。ほかにも雑誌CM用の模型を岩瀬昭人が、テレビCM用の模型を大西清（サンライズ、スタッフ代表）が製作している。勝呂国弘（ストリーム・ベース）、中坊嘉一（ストリーム・ベース）、小林とおる、末期には波佐本英生などの名もよく知られていた。

### MSVの展開
まずはプラモデル第1期シリーズ（1983年4月 - 6月）として、それまでに発表されていたザクバリエーションなどの機体が1/144スケールで発売された。なお、MSVシリーズプラモデルの商品は新規金型で製作された。プラモデル化第一弾は『GUNDAM CENTURY』にて設定され、『SFプラモマガジン』にてデザインされた、「MS-06R ザクII」（高機動型）である。結局のところ十分な売り上げがあったため、3か月間で従来デザインされていた機体の販売が全て完了し、第2期シリーズに移行することとなった。
第2期シリーズ（1983年7月 - 11月）ではついに「MSV」として新たにデザインされた機体が登場した。第1弾は「1/144 ガンダムフルアーマータイプ」で、さらに1/100スケールと1/60スケールの発売も開始された。この機体は、『プラモ狂四郎』に登場した人気作例である「パーフェクトガンダム」を、小田雅弘が『MSV』に加えるため、宇宙世紀に存在したMSとしてより軍用機らしいデザインにリファインすることで誕生した。また、この頃から『プラモ狂四郎』では毎回その月に発売される新作の「MSV」が登場するというマーケット手法がとられるようになった。
さらに、『GUNDAM CENTURY』の「変わった塗装をするのはシャアだけに限らない」という記述から、「ジョニー・ライデン」、「シン・マツナガ」という『MSV』シリーズ独自の人物が設定されたが、これがまた人気となり、ついにはプラモデルが発売されるにまで至った。この際、発売された月のジョニー・ライデン専用機の売り上げがアニメに登場した人物である黒い三連星の専用機を超えてしまうという前代未聞の事件が起こった。アニメに登場しない独自の設定が、元のアニメを越えてしまった瞬間である。これはガンダムシリーズの大きな広がりを意味すると共に、これ以降、独自の設定がさまざまな媒体で乱立し、収拾がつかなくなるという事態も招くこととなった。
1983年11月をもって第2期シリーズは終了。年末商戦は『銀河漂流バイファム』や『聖戦士ダンバイン』などの新作に譲った。

### MSVの限界とMS-Xへの移行
第3期シリーズ（1984年2月 - 9月）の第1弾は「1/100 MS-06R-2 ジョニー・ライデン専用高機動型ザクII」だった。これは、先ほども挙げた通り、『MSV』シリーズ独自のキャラクターが講談社とのタイアップによりとてつもない人気を博したためであった。しかし、本来は自由な改造を楽しむというのが『MSV』のコンセプトだったにもかかわらず、改造する余地のない特定の人物の専用機を発売するということは、シリーズの迷走が始まっていた証拠だった。
事実、第3期シリーズが終了する時点でそれまでにデザインが発表されていた主だった『MSV』は全て発売しつくしてしまうことが分かっていた。つまり、『機動戦士ガンダム ノーマルタイプ』シリーズにおいて発売後2年で題材が枯渇してしまったのと同じことが、『MSV』シリーズも発売後1年半で起こってしまった。
小田雅弘を始めとする現場側はさまざまな道を模索し、オプション兵装を題材としたザクマインレイヤーに代表される「モビルスーツそのもののバリエーションではない商品」や、果てには『プラモ狂四郎』中の人気作例である「パーフェクトガンダム」の商品化、1984年7月には完成済みモデル「ハイコンプリートモデル」の発売など、もはや「モビルスーツバリエーション」や「プラモデル」とはいいがたい商品を発売したりしたが、やはり主力とはなりにくいと判断された。
そこで、富野由悠季がテレビシリーズ『機動戦士ガンダム』制作中に書いた全52話構想を記したメモ、通称トミノメモにて名前のみ判明している「幻のモビルスーツ」に目をつけ、既存のモビルスーツのバリエーションを作るのが困難であるならば、新しいモビルスーツを作ってしまえばいいという方針転換を行い、新シリーズ『MS-X』を企画した。
1984年9月に『MSV』の第3期シリーズが終了。第4期シリーズ用に一般作業用ザクや「パーフェクトガンダムMk-III レッドウォーリア」などの商品化も検討され金型の設計も開始されていたが、これを中断して『MS-X』シリーズを商品化する準備に入った（一方、1983年末にバンダイの首脳陣は、サンライズに対してガンダムの新作アニメ（いわゆる「ニューガンダム（仮）」）を作ることを要求していた。つまり、後の『機動戦士Ζガンダム』である。サンライズとしても、『機動戦士ガンダム』以降に制作した作品に対して十分に満足できる成果を得られていなかったためにそれを承諾し、当初は全く乗り気では無かった富野の説得に乗り出した）。

### MS-X
『MS-X』（エムエスエックス）は、『MSV』の続編で、劇中に登場しない「幻のバリエーション」といわれるモビルスーツを商品展開する予定だった企画である。『コミックボンボン』での初公表時は「MSX」と表記されていた。また、のちの資料では、"X"に「ペズン」とルビを振っているものもある。
メカデザインおよび設定は大河原邦男が、ストーリーは新たにアニメ『機動戦士ガンダム』のメインライターの1人の星山博之が担当することとなった。「ジオン公国軍の兵器開発計画「ペズン計画」を調査するため、地球連邦軍のデン・バザーク大佐を中心とする特殊工作部隊が活躍する」というストーリープランが立てられ、『テレビマガジン』や『コミックボンボン』にて模型連載が開始された。
ジオン側のモビルスーツの名称は、富野喜幸（現：富野由悠季）監督がテレビシリーズ『機動戦士ガンダム』制作中に書いた全52話構想を記したメモ（通称トミノメモ）にある番組に登場しなかったモビルスーツの名称を流用しているが、名称以外の設定はトミノメモとはほとんど共通していない。また、のちにアニメ『機動戦士Ζガンダム』『機動戦士ガンダムΖΖ』に同じ名称を持つモビルスーツが登場したため、ガルバルディはガルバルディα、ドワッジはペズン・ドワッジと名称が変更（追加）されている。
『MS-X』ではモビルスーツのほかにも「バストライナー」や「スキウレ」といった既存のモビルスーツ（のプラモデル）と組み合わせる事が出来る、「オプション兵装」(SFS)も発表し、顧客離れを防ぐ対策を採った。例えば、スキウレはモビルアーマービグロのメガ粒子砲を砲台としてザクなどが取りまわしできるようにしたものだった。
スタッフ
- プロデューサー：安井尚志
- シリーズ構成：小田雅弘（ストリーム・ベース）
- ストーリー設定・脚本：星山博之
- 設定・メカデザイン：大河原邦男
- イラスト：大河原邦男、増尾隆幸 ほか
- シリーズ構成協力：高橋昌也（ストリーム・ベース）、川口克己（ストリーム・ベース）

『MS-X』シリーズにおいても明確なスタッフ表記は存在しないが、具体的に記述すると大体上記のようになる。基本的に『MSV』シリーズと大差ないが、ストーリー担当に星山博之が迎えられている所が大きく異なる。

### MSVとMS-Xの終焉
1984年初頭に『テレビマガジン』誌上にて『MS-X』シリーズのデザインが発表。この時点ではまだ『MSV』シリーズの延長だったが、その後、静岡ホビーショーにて正式な新企画として発表され、すぐに『テレビマガジン』および『コミックボンボン』にて模型を発表する連載が始まった（なお、静岡ホビーショーでは同時に小説『逆襲のシャア・ガンダム』も発表されている）。
しかし、従来のデザインからはかけ離れていた新しいモビルスーツはいまいち人気が伸びず、さらに『MS-X』シリーズ製作発表の半年後、1984年秋にガンダムの新作アニメ（「ニューガンダム（仮）」）の製作決定が日刊スポーツの速報を皮切りに各アニメ誌でも報道され、1984年末には『機動戦士Ζガンダム』の製作が正式に発表された。
そのため、顧客の分散を恐れて『機動戦士Ζガンダム』の商品展開に集中することとなり、『MS-X』の各モビルスーツは木型（モックアップ）まで製作されていたものの、シリーズ展開が中止され、『テレビマガジン』『コミックボンボン』などでの連載も中断された。また、『MSV』も第4期シリーズとして1984年12月に発売された「1/100 パーフェクトガンダム」をもって、『MSV』および『MS-X』シリーズは終焉を迎えた。
ただし企画としては頓挫したが、設定自体はガンダムの歴史の中に組み込まれ、一部のモビルスーツは後のガンダムシリーズに登場している。また、ガンダムを扱ったゲーム作品のユニットとしての登場や、カトキハジメによるリファインデザインされた玩具『GUNDAM FIX FIGURATION』『ZEONOGRAPHY』などで商品化されている。
このようにして『MSV』及び『MS-X』シリーズは終焉を迎えたが、数多くの機体が『機動戦士Ζガンダム』に登場することとなった。
登場したのは基本的に商品化されたモビルスーツだったが、商品化されていないガンキャノン重装型とガンタンクIIも登場した。またYMS-08A 高機動型試作機も予定されていたが、アニメ用の彩色設定が起こされたのみで登場は見送られた。また当時商品化されていない『MS-X』シリーズからはアクト・ザクが登場した。旧ザクやゲド、センドビードのように旧型メカとしての出番に使うため、旧作の機体の面影があるものが選ばれたらしく、富野自身もMSVを実在の試作兵器パンジャンドラムに例えている。
実際に登場したモビルスーツのプラモデルは、他の『機動戦士Ζガンダム』シリーズのプラモデルと同じフォーマットのパッケージ・マニュアルにリニューアルされ、成型色も変更されアニメ放映時のみ販売された（劇場版機動戦士Ζガンダムの公開記念として2006年に復刻版が出荷された)。キット内容は『MSV』シリーズの物と全く同じであるため、新規に発売された「Ζガンダム」の他の機体と比べるとポリキャップが使用されていないなど、見劣りする内容になってしまった。また水中用ザク→マリン・ハイザックのように、名称を『機動戦士Ζガンダム』に登場した時の物に変更されたモビルスーツもいくつか存在する（なお、アニメ設定画のクリンナップは高機動型試作機の代わりに登場したアクト・ザクを除き、ときた洸一の手によって行われた）。

## 他作品への影響
太陽の牙ダグラム
『機動戦士ガンダム』の、のちに「リアルロボットアニメ」と呼ばれるコンセプトを踏襲して制作され、大河原がメカニックデザインを担当した『太陽の牙ダグラム』（1981-1983年）にも、『MSV』のように劇中に登場しないバリエーション機が設定された。ただし、原作の放送期間中から公表されていた点が『ガンダム』と異なる。
タカラから発売された同作品に登場する兵器のプラモデルの付属説明書にはすべて、大河原によるオリジナルの描き下ろしカラー画稿が掲載されていた。これらは塗装違いをはじめ、バリエーション機や外観が完全に異なる機体まで掲載されたが、特に設定などは記載されず、当初は名称さえ記されていなかった。
同時期にタカラが発行した季刊誌『デュアルマガジン』創刊2号（1982年）から、大河原デザインによるターボザック（『ガンダム』におけるランドセル）からはじまるCBアーマーのバリエーションと、小田によるCBアーマー開発史「ミリタリー・ダグラム」が連載された。後者はCBアーマーの準備稿を試作型とする形がとられた。第6号の石川秀一による「ダグラム メカニズム ワールド」からバリエーション機に解説が加えられるが、「筆者と編集部の創作設定である」と但し書きがされた。同時期（1983年）に『コミックボンボン』でも『MSV』の記事と並行して、CBアーマー開発史およびバリエーション解説の「ダグラム メカマニュアル」が連載された（全5回）。『デュアルマガジン』と設定の整合は図られていたが、執筆者は記されていない。
銀河漂流バイファム
『MS-X』と同時期の1984年には、『コミックボンボン』で同じく大河原がメカニックデザインを担当した 『銀河漂流バイファム』（1983-1984年）に登場する「ラウンドバーニアン」の開発史である「ラウンドバーニアンメカニック」が連載された（全5回）。ただし、「ミリタリー・ダグラム」と同様に準備稿を試作型として再利用しており、新たなデザインは起こされていない。なお、1985年のアニメ雑誌『OUT』の別冊『バイファム・パーフェクト・メモリー』でも同様の企画「ラウンド・バーニアン開発史」が掲載されているが、型式番号をはじめ「ラウンドバーニアンメカニック」との設定の整合性は考慮されていない。
その他
『ダグラム』の後番組である『装甲騎兵ボトムズ』（1983-1984年）でも、当初はプラモデル説明書の大河原のアーマードトルーパーの描き下ろしカラー画稿、『デュアルマガジン』でのバリエーション機掲載（デザインは藤田一己）が継承されたが、程なくして外伝小説作品の『青の騎士ベルゼルガ物語』へとシフトしていった。
『機動戦士ガンダムΖΖ』の後番組である『機甲戦記ドラグナー』（1987-1988年）でも、アニメ雑誌『ニュータイプ』連載の「ドラグナー世界のメカニック戦史」で黎明期のメタルアーマーや、主役機のドラグナー1-3号機に続く4-7号機の設定およびイラストが掲載されるなど、以降のロボットアニメでは劇中に登場しないメカが設定されることは珍しくなくなった。

## MSVのその後

### MSVの続編
後に制作された各作品においても、下記のように「MSV」の手法が展開されている。
- 『機動戦士Ζガンダム』では藤田一己のデザインによる『Ζ-MSV』が存在する。
- 『機動戦士ガンダムΖΖ』ではディザート・ザクのようにMSVに登場した機体を再アレンジ、またアイザックなどのようにΖガンダムに登場した機体をMSV的にアレンジした機体が登場している。また『ΖΖ』未登場や準備稿の機体のいくつかを『ΖΖ-MSV』としたものも存在する。
- 1990年頃、講談社のコミックボンボン誌上において、ヴァリエント・ガンダムなどのオリジナルモビルスーツによる「MSV90」という雑誌企画が展開された。
- 『機動戦士ガンダム 逆襲のシャア』ではプラモデルの組み立て説明書掲載のバリエーション機と、明貴美加の『MS大全集』で描き下ろした機体が『CCA-MSV』として分類されている。
- 『機動戦士ガンダムF91』にはプラモデル展開もされた外伝『機動戦士ガンダムF90』と『シルエットフォーミュラ91』があり、講談社のガンダムマガジンでも本編モビルスーツのバリエーションが展開された。
- 『機動戦士Vガンダム』ではバンダイが小冊子『NEWモビルスーツバリエーション ハンドブック』で『V-MSV』を展開している。

なお、雑誌「ガンダムエース」2010年3月号より、ピンナップ企画「MSVスタンダード」が連載。当時、デザインのみに終わっていたMSVメカニック群を大河原が新たにカラーイラストとして描く内容となっている。
漫画『機動戦士ガンダム THE ORIGIN』では連動企画として、同作のリファインされた初代ガンダムの世界観におけるMS開発史を考察した『機動戦士ガンダム THE ORIGIN Mobile Suit Discovery』（MSD）が展開され、登場機体のプラモデル化もされている。
版権は、バンダイ、サンライズ(1994年以降はバンダイ傘下)の他に、講談社、角川書店等も有している。

### ゲームへの登場
また、プラモデル、書籍だけでなく、1991年以降はゲームで使用されるバリエーション機体の需要が増し、『MSV』の多くの設定・機体・登場人物はバンダイの販売するゲームに取り入れられた。特に2000年2月にバンダイより発売された『ギレンの野望 ジオンの系譜』には、ほぼ全ての『MSV』の機体が登場した。
- ジークジオンシリーズ：TWILIGHT OF ZION（ツクダホビー 1991年1月）ボードゲーム
  - 1年戦争における150種以上の機体が登場し、「MS-06H ザクマインレイヤー」、「MS-14C ゲルググキャノン」、など、多くの『MSV』の機体も登場するが、型式番号や外観など従来の設定と異なるものも少なくない。
- GUNDAM TACTICS MOBILITY FLEET0079（バンダイ 1996年2月）PIPIN＠.
  - 『MSV』の登場人物であるシン・マツナガ、ジョニー・ライデン、エリック・マンスフィールド、ギャビー・ハザード、ロバート・ギリアムが初めてコンピュータゲームに登場した作品。「MS-06R 高機動型ザク」も登場。
- 機動戦士ガンダム ギレンの野望 ジオンの系譜（バンダイ 2000年2月）PlayStation
  - ゲルググとギャンの競合関係などの『MSV』の設定が採用され、また、ジョニー・ライデンとシン・マツナガの性格や容姿は原作版と異なるが、こちらのほうが知名度が高い。
- 機動戦士ガンダム ギレンの野望 ジオン独立戦争記（バンダイ 2002年5月）PlayStation 2
  - ギャビー・ハザード、ジェラルド・サカイ、マサヤ・ナカガワ、ロバート・ギリアムなどの性格や容姿が新たに設定され、以降の外伝作品などにも引き継がれていることが多い。

## 関連書籍

### MSV以前
詳細は#経緯を参照。
- 劇場版 機動戦士ガンダム アニメグラフブック（講談社 1981/5/20） ISBN 978-4-06-172454-9
- 劇場版 機動戦士ガンダムII 哀・戦士編 アニメグラフブック（講談社 1981/9/20）
- 劇場版 機動戦士ガンダムIII めぐりあい宇宙 ストーリーブック（講談社 1982/5/25）
- TV版 機動戦士ガンダム ストーリーブック 2（講談社 1981/6/25）ISBN 978-4-06-172455-6
- TV版 機動戦士ガンダム ストーリーブック 3（講談社 1981/8/5）
- TV版 機動戦士ガンダム ストーリーブック 4（講談社 1981/10/25）
- HOW TO BUILD GUNDAM（ホビージャパン 1981/7/31）
- HOW TO BUILD GUNDAM 2（ホビージャパン 1982/5/1）
- HOW TO BUILD GUNDAM & HOW TO BUILD GUNDAM 2【復刻版】（ホビージャパン 2009/8/21）ISBN 978-4-89425-898-3
- GUNDAM CENTURY （みのり書房 1981/9/22）
- GUNDAM CENTURY RENEWAL VERSION（銀河出版社 2000/3/15） ISBN 978-4-87777-028-0

### MSV関係
- 模型情報・別冊 MSバリエーション・ハンドブック1（バンダイ 1983/3/30）
- 模型情報・別冊 MSバリエーション・ハンドブック2（バンダイ 1983/5/30）
- 模型情報・別冊 MSバリエーション・ハンドブック3（バンダイ 1983/10/10）

MSVの設定資料集。
- 模型情報 1983年7月号（Vol.47）～1984年5月号（Vol.57）（バンダイ）

裏表紙にMSV関連のイラスト・設定解説・エンブレムなどを掲載。
- 模型情報 1984年6月号（Vol.58）（バンダイ）

MSV特集。奥付に「モビルスーツバリエーションハンドブック第四集」と記載。
- HISTORY OF MOBILE SUIT（バンダイ）

MSバリエーション・ハンドブック1, 2と模型情報1984年6月号の特集から抜粋して再編集。非売品。
- 模型情報・別冊 MSバリエーション・ハンドブック復刻版（アスキー・メディアワークス 2010/8/10）

MSバリエーション・ハンドブック1～3と模型情報1984年6月号の特集を1冊にして復刻。
- 講談社のポケットカード9 機動戦士ガンダム MSVコレクション（講談社 1983/2/25）ISBN 4-06-172379-0

カード形式のMSV設定資料集。
- 機動戦士ガンダムモビルスーツバリエーション (1) ザク編（講談社 1983/3/30）
- 機動戦士ガンダムモビルスーツバリエーション (2) ジオン軍MS・MA編（講談社 1983/5/30）
- 機動戦士ガンダムモビルスーツバリエーション (3) 連邦軍編（講談社 1983/10/10）
- 〈復刻版〉機動戦士ガンダムモビルスーツバリエーション (1) ザク編（講談社 2006/7/26）ISBN 4-06-372175-2
- 〈復刻版〉機動戦士ガンダムモビルスーツバリエーション (2) ジオン軍MS・MA編（講談社 2006/7/26）ISBN 4-06-372176-0
- 〈復刻版〉機動戦士ガンダムモビルスーツバリエーション (3) 連邦軍編（講談社 2006/7/26）ISBN 4-06-107785-6

MSVの設定資料集。
- コミックボンボン 1983年2月号～1983年11月号（講談社）

設定記事「MOBILE SUIT HISTORY」を連載。
- コミックボンボン 1983年12月号～1984年7月号（講談社）

短編漫画「エースパイロット列伝」を連載。
- テレビマガジン 1983年11月号～1984年9月号（講談社）

イラスト「MSVずかん」を連載。
- 機動戦士Ζガンダムを10倍楽しむ本（講談社 1985/5/30）

巻末にMSVとMS-Xを特集、MS-Xの初出画稿を多数掲載。

### 非宇宙世紀作品での類似企画
- 新機動戦記ガンダムW デュアルストーリー G-UNIT
- 新機動戦記ガンダムW〜ティエルの衝動〜
- ガンダムSEED MSV
- 機動戦士ガンダム00外伝